# BANDScore
『BANDScore』（バンドスコア）は、新谷良子 with PBBのミニアルバム。2012年9月26日にLantisから発売された。

## 概要
前作『ピンクのバンビ』から約9年ぶりとなるミニアルバム。付属のDVDには『Bambi's Boogie』のPVを収めたDVDが同梱されている。「core」のみ小文字になっているが、これには無力だがバンドを支える存在でいたいという思惑が込められている。

## 収録曲
1. Bambi's Boogie [3:54]
作詞・作曲・編曲：宮崎誠
リード曲のため、掛け合いを交えたアップテンポな楽曲に仕上がっている。また、PVではモノクロにピンクを加えた背景にボブカットと燕尾服という出で立ちになっているが、これらはディスクジャケットにも反映されている[3]。
2. ReunionS [4:32]
作詞：ゆうまお、作曲：大内慶、編曲：宮崎誠
ゆうまおとライブで共演としたときのもので、新谷曰く歌詞には「ニヤッとしてしまう言葉」が使われている[3]。
3. S･I･B [3:41]
作詞・作曲・編曲：R・O・N
当初は歌詞抜きも検討していたが、全曲聴いた時の印象が強かったため、歌詞を入れることに決めた[3]。
4. Bitter Love [4:21]
作詞・作曲・編曲：R・O・N
5. Message [4:25]
作詞・作曲・編曲：川島弘光
ファン、バンド、スタッフへの想いが歌詞に込められている[3]。

DVD
1. Bambi's Boogie -Music Video-